# Odynerus acuticarinatus
Odynerus acuticarinatus är en stekelart som först beskrevs av Cameron 1909.  Odynerus acuticarinatus ingår i släktet lergetingar, och familjen Eumenidae. Inga underarter finns listade i Catalogue of Life.